# مقبرة مركبات

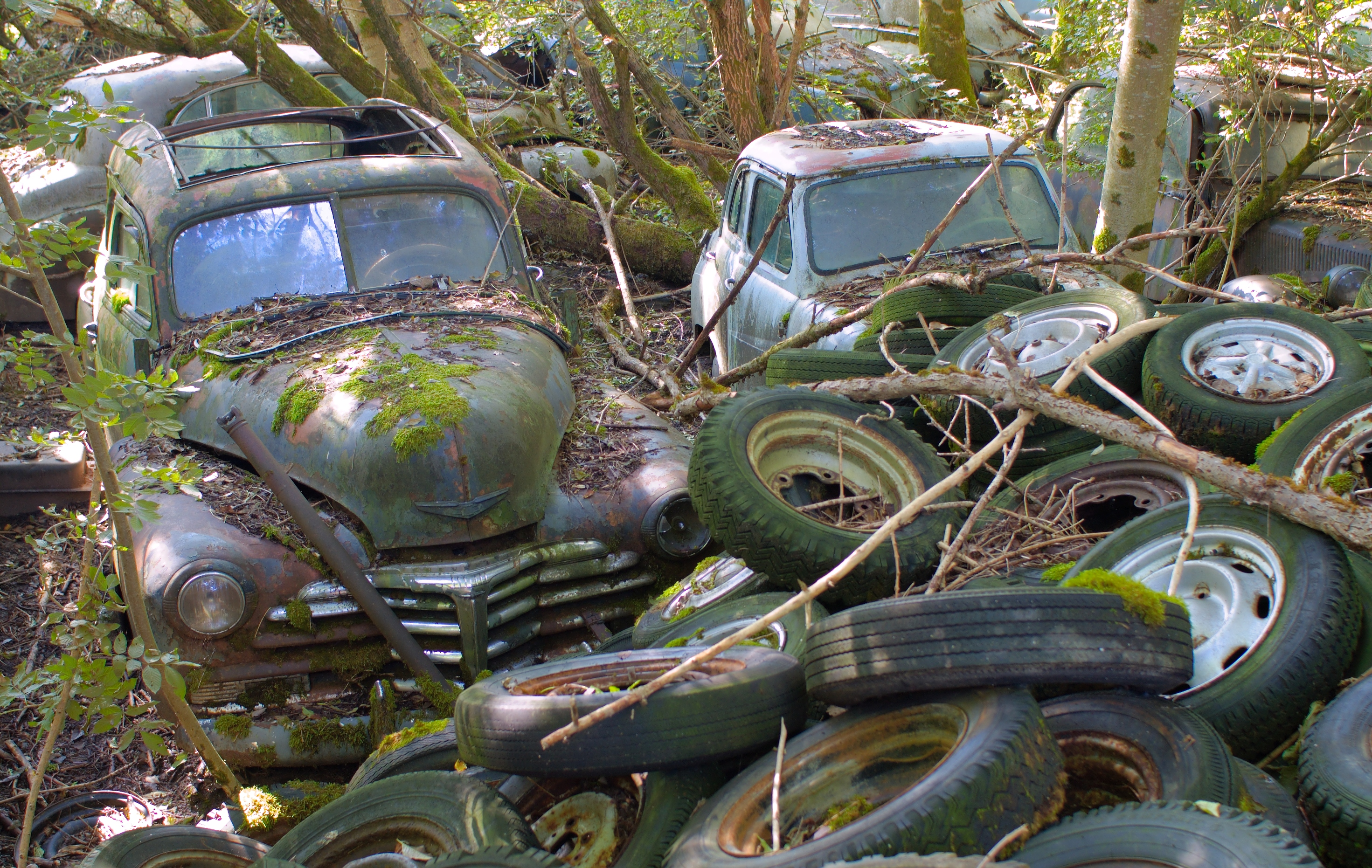
مقبرة مركباتٍ في كوفدورف عام 2008

مقبرة مركبات أو مدفن مركبات هو موقعٌ تُترك أو تهجر فيه عادةً عدة مركباتٍ من نفس النوع، وقد تكون بانتظار التفكيك أو إعادة التدوير أو تُترك للزمن. تنشأ معظم هذه المواقع عمدًا، كما أنَّ العديد منها تكون محميةً بإجراءاتٍ أمنيَّة، إلا أنَّ بعضها ينسى وتبقى غير مكتشفةٍ لبعض الوقت. تكون بعض هذه الأماكن وجهاتٍ شهيرة للمستكشفين الحضريين.

## الأنواع حسب المركبات

### طائرات

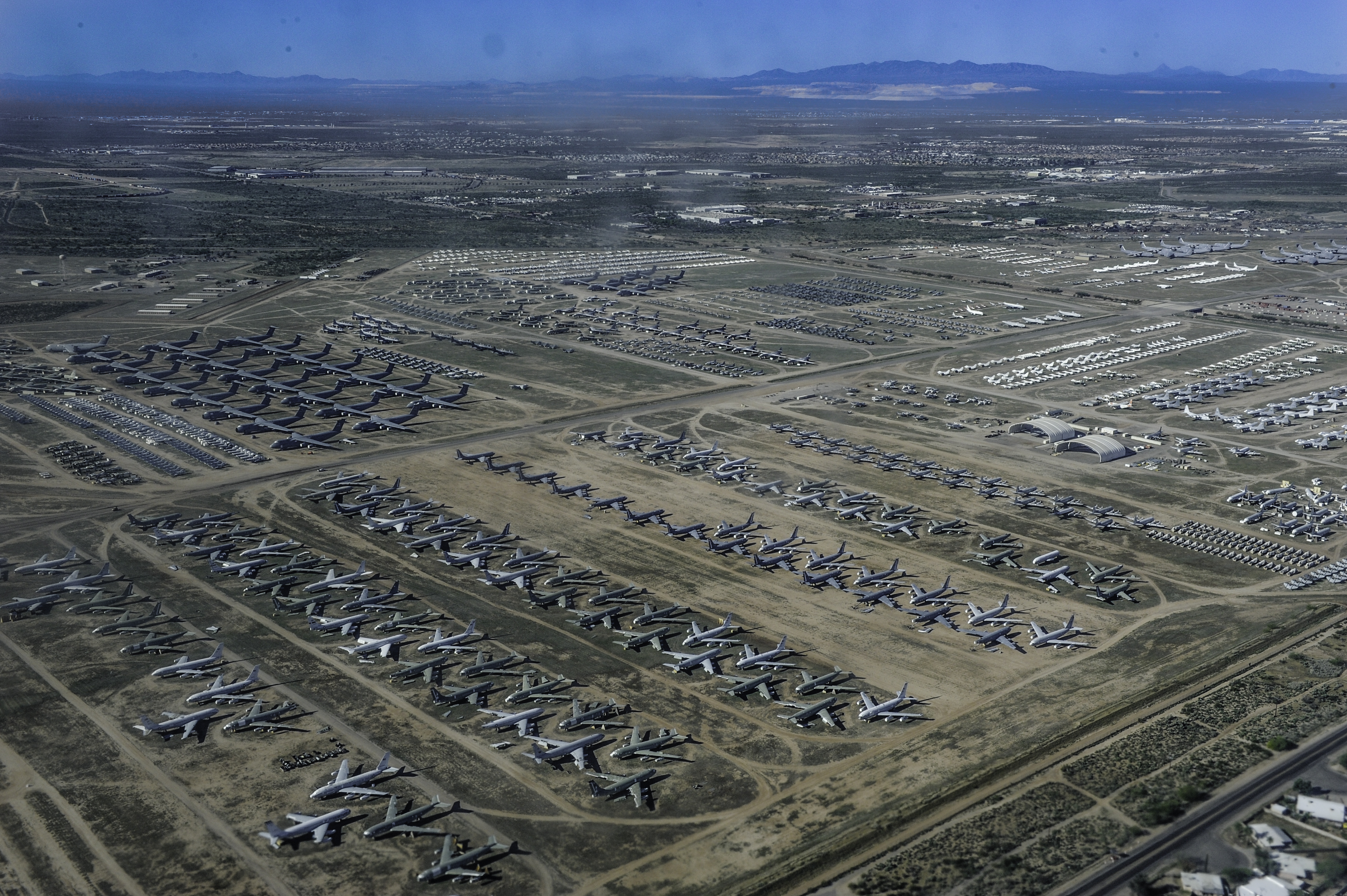
طائرات مجموعة الطيران رقم 309 للصيانة والتجديد في أريزونا

مقبرة الطائرات هي موقعٌ تُخزن فيه العديد من الطائرات. تُعد مجموعة الطيران رقم 309 للصيانة والتجديد أكبرها، وهي موقع تبلغ مساحته حوالي 2600 فدان ويحتوي على حوالي 4400 طائرة. هناك منطقة في جنوب المحيط الهادئ تسمى قطب عدم إمكانية الوصول [الإنجليزية]، حيث توجد فيه أكثر من 260 مركبة فضائية وقمر اصطناعي بعد انتهاء عمرها التشغيلي، بما في ذلك محطة مير الفضائيَّة.

### سيارات

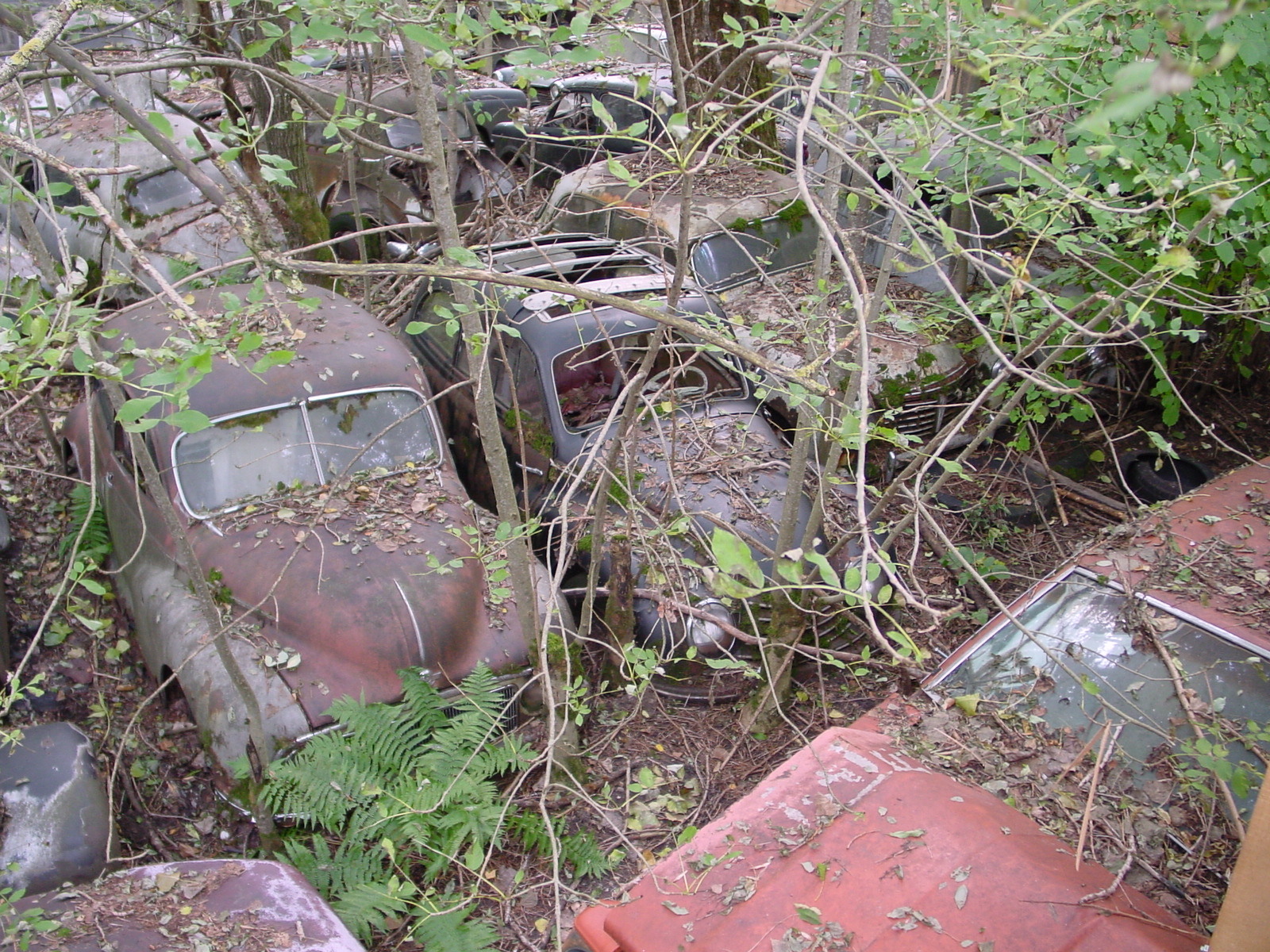
مقبرة سيارات في كوفدورف عام 2008 وذلك قبل تنظيفها

مقبرة السيارات [الإنجليزية] هي مكانٌ يُحفتظ فيه بالسيارات أو المركبات الأخرى حتى تتلف أو تُدمر. ومن الأمثلة الجديرة بالملاحظة خصوصًا بالقرب من فيكتورفيل في كاليفورنيا حيث توجد مئات الآلاف من السيارات التي اشترتها شركة فولكس فاجن بعد فضيحة الانبعاثات عام 2015. يُشار أيضًا أنه توجد مقابر للدبابات.

### سفن
مقبرة السفن هي المكان الذي تُترك فيه هياكل السفن لتتفكك وتحلل. أكبر مقبرة للسفن موجودة في خليج نواذيبو بموريتانيا، حيث يُعثر على أكثر من 300 سفينة.

### قطارات
مقبرة القطارات [الإنجليزية] هي المكان الذي تُترك فيه القطارات ومعدات السكك الحديديَّة لتتفكك وتتحلل. تعد مقبرة «Cementerio de Trenes» بالقرب من أويوني في بوليفيا، بمثابة عامل جذب سياحي حيث تُركت القطارات التي يعود تاريخها إلى القرن التاسع عشر لتتآكل في السهول الملحيَّة الواسعة في سالار دو أويوني.